# 古波津里恒
古波津 里恒（こはつ りこう、1663年 - 1753年）は、琉球王国（現沖縄県）の数学者である。
古波津筑登之親雲上。古波津氏6世。童名は真市。唐名は益護秀。寛文3年、首里に生まれた。
蔡温の漏刻法の改正に際して、日影の測定に従い、すぐれた技量を発揮した。「古波津大主」と称され尊敬された。
あるとき、古波津の座席の下にウシ（牛）の皮をひそかに入れて天の高さを測定させると、古波津は天の高さが1～2分低くなったと言った。
また、尚敬王から識名の別荘に招待され、庭のミカン（蜜柑）の木に実がいくつ実っているかと問われ、鶏の鳴声を聞き、そろばんをはじいて見事、言い当てたという。
宝暦3年9月19日卒。91歳。